# Horgásztanyák megállóhely
Horgásztanyák megállóhely egy HÉV-megállóhely, melyet a MÁV-HÉV Helyiérdekű Vasút Zrt. (MÁV-HÉV) üzemeltet Szigetszentmárton településen. A község központjától jó másfél kilométerre délre helyezkedik el, ahol a vágányok elérik a Ráckeve felé vezető 51 107-es számú mellékutat.

## Forgalom
| Járat | Útvonal | Gyakoriság   |
| ----- | --- | ------------ |
|       | Budapest, Közvágóhíd – (Kén utca –) Pesterzsébet felső – Torontál utca – Soroksár felső – Soroksár, Hősök tere – Szent István utca – Millenniumtelep – Dunaharaszti felső – Dunaharaszti külső – Szigetszentmiklós – József Attila-telep – (Szigetszentmiklós alsó –) Szigetszentmiklós-Gyártelep – Szigethalom – Szigethalom alsó – Tököl – Szigetcsép – Szigetszentmárton-Szigetújfalu – (Horgásztanyák – Angyalisziget –) Ráckeve | 1-2 óránként |